# Glenn Dods
Glenn Dods (Wanganui, 17 novembre 1958) è un fisioterapista ed ex calciatore neozelandese, di ruolo difensore.

## Carriera

### Giocatore

#### Club
Inizia la carriera nel 1975 con il Mount Wellington, club con il quale raggiunge la finale della Chatham Cup 1977 persa contro il Nelson United.
Dopo aver giocato per un anno nel Blockhouse Bay, nel 1979 passa all'Adelaide City, club australiano con cui vince la South Australian Summer Cup Competition Winners nel 1981.

#### Nazionale
Vestì la maglia della Nuova Zelanda in ventidue occasioni.
Fece parte della spedizione All whites ai Mondiali spagnoli del 1982, scendendo in campo nelle sconfitte contro l'URSS ed il Brasile.

### Fisioterapista
Laureatosi nel 1979 all'Auckland University of Technology iniziò l'attività di fisioterapista nel 1980, a cui si dedicò a tempo pieno dopo il ritiro dall'attività agonistica. Ha lavorato per numerose società sportive di Adelaide, città nella quale è rimasto anche dopo il termine della carriera, tra cui l'Adelaide Utd, l'Adelaide 36ers, il West Torrens SANFL Football Club e l'Adelaide Force Soccer Club. Inoltre è consulente della SASI soccer team.

## Palmarès

### Club

#### Competizioni nazionali
- South Australian Summer Cup Competition Winners: 1

Adelaide City: 1981